# Costas del Tacuarí
Costas del Tacuarí también conocida como Rincón de Ramírez  es una extensa zona rural que comprende además un conjunto de pequeñas poblaciones rurales de Uruguay, surgidas junto a las plantas arroceras. Se ubica en el norte del departamento de Treinta y Tres, en la tercera sección judicial de este departamento.

## Descripción
Está formada por algunas arroceras, sus límites son al norte el río Tacuarí, al sur el arroyo de Zapata, al este la laguna Merín y al oeste la ruta 18.
La ocupación y desarrollo del territorio tuvo lugar a partir de la primera mitad del siglo XX, sobre la base de la formación de pequeños poblados de trabajadores junto a las empresas privadas uruguayas que se dedicaron a la explotación ganadera y a la producción e industrialización del arroz.
El total de escuelas es 5: la 68 arrozal Radunz, la 77 San Fernando, la 27 Zapata, la de La Querencia y la 82 del Palmar.
La economía se basa en la ganadería y la agricultura, siendo el arroz el principal producto.

## Arroceras
- Las Taperas: es la primera arrocera (junto con otras más pequeñas) entrando por la ruta 18. Las localidades más próximas son Rincón a 30 kilómetros, Vergara a 45 kilómetros, el balneario lago Merín a también 45 kilómetros y Río Branco a 54 kilómetros.

- Zapata: es la mayor empresa arrocera de esta zona, también la que está más al sur, en la costa del arroyo homónimo. Las localidades más próximas son Rincón a 30 kilómetros, Vergara a 45 kilómetros, Río Branco a 54 kilómetros. Está a 100 kilómetros de la capital departamental Treinta y Tres.

- Palmar: las localidades más próximas son Rincón a 22 kilómetros, Vergara a 38 kilómetros y Río Branco a 60 kilómetros, la capital departamental está a 92 kilómetros.

- Radünz/Rincón: se encuentra en las costas del río Tacuarí y la cañada del Buey, la escuela es la 68. Las localidades más próximas son Rincón está a 36 kilómetros, Vergara a 45 kilómetros y Río Branco a 70 kilómetros, la capital departamental está a 120 kilómetros.

- San Fernando: se ubica a 7 km de Radunz y a 32 km de la ruta 18. La arrocera más próxima es Radunz a 7 kilómetros, la laguna Merín está a 13 km y la ruta a 18 kilómetros a 32 km, Rincón está a 43 kilómetros, Vergara a 52 km, Río Branco está a 77, la capital departamental está a 127 kilómetros.

- Querencia: se ubica en las costas de la laguna Merín y del río Tacuarí, muy próxima al balneario Lago Merín, es la más lejana a la ruta 18. La arrocera más próxima es San Fernando a 10 kilómetros, está en las costas de la laguna Merín a menos de 10 kilómetros del balneario ante dicho, está a 45 kilómetros de la ruta y a 140 kilómetros de Treinta y Tres la capital departamental.

## Población
En el censo de 2011, fueron relevadas las siguientes arroceras de esta zona:
- Arrocera Zapata: 116 habitantes.
- Arrocera San Fernando: 72 habitantes.
- Arrocera La Querencia: 29 habitantes.